# Сасс, Джон
Джонатан «Джон» Сасс (англ. Jonathan "Jon" Sass; 1961, Нью-Йорк) — американский джазовый тубист.

## Биография
Джонатан Сасс родился в нью-йоркском районе Гарлем на Манхэттене. С 1976 по 1985 год он занимался на тубе под руководством Сэма Пилафиана в Бостонском университете. С 1980 года Сасс выступал с концертами по всему миру и в 1989 году поселился в Вене. До 1995 года он был участником джазового оркестра Vienna Art Orchestra. Некоторое время Сасс играл в американском брасс-квинтете Empire Brass и в джаз-рок группе Heavy Tuba. В настоящее время он выступает сольно, а также в составе брасс-квинтета Art of Brass Vienna.

## Дискография
Соло
- Sassified (2005)

С группой Heavy Tuba
- Faces (1994)
- Sagenhaft (1997)
- At Montreux Jazz Festival (2000)
- Pictures at an Exhibition (2003)

С квинтетом Art of Brass Vienna
- That's Brass! (1994)
- Art of Brass Vienna plays Classics for Brass (1994)
- wanted: alice (1996)
- Strauss & Co (1999)
- Miles, Monk & More (1999)